# Demokratyczna Partia Sandżaku
Demokratyczna Partia Sandżaku (serb. Sandžačka demokratska partija / Санџачка демократска партија, SDP) – serbska regionalna partia polityczna reprezentująca mniejszość boszniacką z Sandżaku.
Partia powstała w 1996 w wyniku rozłamu w Partii Akcji Demokratycznej Sandżaku. Na jej czele stanął Rasim Ljajić. W 2000 SDP dołączyła do Demokratycznej Opozycji Serbii, uzyskując reprezentację w Zgromadzeniu Narodowym Republiki Serbii. Lider partii objął stanowisko ministerialne. W 2003 ugrupowanie brało udział w koalicji wyborczej Razem na rzecz Tolerancji, która nie przekroczyła wyborczego progu. W 2007 i w 2008 wchodziła w sojusze wyborcze z Partią Demokratyczną, wprowadzając odpowiednio 3 i 4 deputowanych do Skupsztiny. W 2009 Rasim Ljajić formalnie wystąpił z partii, organizując ogólnokrajową Socjaldemokratyczną Partię Serbii. Demokratyczna Partia Sandżaku pozostała odrębnym podmiotem, ściśle jednak współpracującym z socjaldemokracją. W 2022, 2024 i 2025 jeden z jej liderów Husein Memić otrzymywał ministerialną nominację.